# Формация Гоугоу
Формация Гого (англ. Gogo Formation) — формация средне- и позднедевонского возраста (живетский — франский ярусы, около 390—370 млн лет назад) в округе Кимберли (Западная Австралия). Известна хорошо сохранившимися окаменелостями животных, населявших древние рифы.
Породы этой формации представляют собой чёрные и серые сланцы и алевролиты с линзами и конкрециями известняка. Эти конкреции крепче вмещающих пород и остаются на поверхности после их разрушения. Максимальная мощность пород Гого равна 430 м.
Эти породы были отложены недалеко от тропического кораллового рифа, но в глубокой воде и в условиях низкого содержания кислорода. Это предотвращало быстрое разложение остатков организмов. Вокруг них формировались твёрдые известняковые конкреции. Для проявления сохранившихся остатков палеонтологи проводят химическое препарирование окружающего фоссилию известняка слабым раствором кислоты. Это позволяет выявить тонкие структуры, включая отпечатки мягких тканей.
В породах формации Гоугоу сохранились многие организмы, населявшие близлежащий риф. К настоящему времени там найдено около 45 сохранившихся трёхмерных останков рыб, в частности, лопастепёрая рыба Gogonasus и панцирная рыба Materpiscis.
Риф, где жили эти организмы, был построен в основном водорослями и строматопоратами. Сейчас он стоит утёсом в пустыне (формация Windjana). Он был обнаружен в 1940 году палеонтологом Куртом Тайхертом, который нашёл первые ископаемые остатки рыб.